# Фридрихсхафен D.I
Фридрихсхафен D.I је немачки ловачки авион. Први лет авиона је извршен 1916. године. 

Направљена су два прототипа. Због просечних летних особина, немачко РВ није наручило серију.
Највећа брзина у хоризонталном лету је износила 164 km/h. Практична највећа висина лета је износила 4500 метара а брзина пењања 212 метара у минути. Размах крила је био 9,00 метара а дужина 7,10 метара. Маса празног авиона је износила 686 килограма а нормална полетна маса 901 килограма. Био је наоружан са два синхронизована митраљеза ЛМГ 08/15 Шпандау (LMG 08/15 Spandau) калибра 7,92 mm.

## Наоружање
| Наоружање авиона: Фридрихсхафен |      |
| Ватрено (стрељачко) наоружање   |      |
| Топ                             |      |
| Митраљез                        |      |
| Број и ознака митраљеза         | 2    |
| Калибар                         | 7,92 |
| Бомбардерско наоружање (бомбе)  |      |
| Ракетно наоружање (ракете)      |      |